# Aleksandr Vampílov
Aleksandr Vampílov (rus: Александр Вампилов)  (Txeremkhovo, 19 d'agost de 1937 - Baikal, 17 d'agost de 1972), nom complet amb patronímic, Aleksandr Valentínovitx Vampílov, rus: Алекса́ндр Валенти́нович Вампи́лов, fou un novel·lista i dramaturg soviètic i rus. La seva obra "El fill gran" (rus: Старший сын, Starxi sin) es va estrenar el 1969 i es va convertir en un èxit nacional dos anys més tard. Moltes de les seves obres han estat dutes al cinema o televisades a Rússia. Alhora, les seves obres han estat traduïdes a l'anglès, alemany, belarús, búlgar, castellà, eslovac, estonià, francès hongarès, letó, lesguià, moldau (romanès), mongol, noruec, polonès, romanès, serbi, txec, xinès i altres llengües. Al català ha estat traduïda La cacera de l'ànec (rus: Ути́ная охо́та, Utínaia okhota), que també ha estat representada a Catalunya per la companyia teatral Criatures.

## Context familiar
Son pare, Valentín Nikítitx Vampílov (1898-1938), era director de l'escola de Kutulik (els seus avantpassats eren lames buriats), la seva mare, Anastassia Prokópievna Vampílova-Kopilova (1906-1992), era professora de matemàtiques a l'escola secundària de Kutulik (els seus avantpassats eren sacerdots ortodoxos). La mare va tenir una influència decisiva en la formació de la personalitat d'A.V. Vampílov. Abans del naixement d'Aleksandr la família ja tenia tres fills: Vladímir, Mikhaïl i Galina.
El 17 de gener de 1938 Valentín Vampílov fou arrestat per l'NKVD. Acusat d'activitats nacionalistes, va ser afusellat el 9 de març a Irkutsk. Seria rehabilitat pòstumament al febrer de 1957.
Anastassia Prokópievna va continuar treballant a l'escola, i el seu salari amb prou feines li arribava per a ella i els seus quatre fills petits.
A desgrat de les dificultats, Aleksandr va créixer com tots els nens de la seva edat. Durant molt de temps, la seva família no es va adonar de cap talent concret que pogués distingir-lo dels altres. La seva mare va admetre més tard:
| « | Nosaltres, la família, no hem vist durant molt de temps el talent d'Aleksandr. No li agradava parlar de si mateix, del seu èxit i del seu treball… | » |

## Els inicis
El primer talent del dramaturg es mostra mentre es trobava a l'escola secundària, on va aprendre a tocar la guitarra, la mandolina i el llaüt. Entre el 1955 i el 1960 va estudiar a la Facultat de Filologia de la Universitat Estatal d'Irkutsk. Mentre era a la universitat, va començar a escriure. Eren històries curtes i còmiques.
El 1958, algunes d'elles van aparèixer a les pàgines de diaris locals. L'octubre de 1959, mentre estudiava el cinquè any, A.V. Vampílov es va convertir en un empleat literari del diari regional d'Irkutsk, Sovétskaia molodioj (rus: Советская молодёжь, que significa literalment "Joventut soviètica"), i la Unió creativa de joves (rus: Творческое объединение молодых, Tvórtxeskoie obiedinénie molodikh (TOM)). El 1961 publica el seu únic llibre únic d'històries humorístiques, titulat "Un concurs de circumstàncies" (rus: Стечение обстоятельств, Stetxénie obstoiàtelstv), sota el pseudònim d'A. Sanin.

## L'entrada oficial a la literatura
El 1962, l'edició de Joventut soviètica decidí d'enviar el seu col·laborador a Moscou per estudiar literatura a l'escola superior del Komsomol. Després d'estudiar uns quants mesos, Aleksandr va tornar a casa i fou promogut immediatament immediatament a secretari executiu del diari.
El desembre del mateix any, a Maléievka (óblast de Moscou), Vampílov va presentar als lectors en un taller creatiu dues de les seves comèdies en un sol acte, El bosquet del corb (rus: Воронья роща, Vorónia rosxa) i Cent rubles en diners nous (rus: Сто рублей новыми деньгами, Sto rublei nóvimi déngami).
El 1964, Vampílov va abandonar Joventut soviètica i es va dedicar completament a escriure. Aviat a Irkutsk apareixen dos llibres de les seves històries. La seva primera obra publicada és una farsa en un acte, La casa amb vistes al camp (rus: Дом окнами в поле, Dom óknami v pole, 1964).
Un any després, el 1965, Vampílov va tornar a Moscou amb l'esperança de sumar-se a un dels teatres de la capital, amb l'objectiu de fer interpretar la seva nova obra Comiat de juny (rus: Прощание в июне, Prosxànie v iune). Malgrat la seva voluntat, els seus intents foren inútils. Al desembre, va decidir de nou seguir els estudis de postgrau de literatura a l'institut. A l'hivern de 1965, va fer una inesperada trobada amb el dramaturg de moda en aquell moment, Aleksei Arbúzov. Li feu llegir la seva obra de teatre titulada Comiat de juny. Aquesta entrevista va marcar enormement Vampílov. El 1966 es va estrenar el seu espectacle al Teatre Dramàtic de Klaipėda.
El mateix any es va afiliar a la Unió d'Escriptors Soviètics.
Després van venir altres obres: La cacera de l'ànec (rus: Утиная охота, Utínaia okhota, 1967), el recull Anècdotes provincials (rus: Провинциальные анекдоты, Provintsiàlnie anekdoti, 1968), que aplegava La història d'un tipògraf (rus: История с метранпажем, Istória s metranpàjem) i Vint minuts amb un àngel (rus: Двадцать минут с ангелом, Dvàdtsat minut s ànguelom), i El fill gran (rus: Старший сын, Starxi sin, 1968). Els que van llegir aquestes obres li retornaren respostes positives, però això no permeté a Vampílov dur-les a l'escena de teatres reputats, com ara dels de Moscou o Leningrad.
El 1970 només vuit teatres de la seva província natal van oferir representacions de les seves obres. Des de 1987, el teatre del jove espectador d'Irkutsk porta el seu nom. Durant la seva vida, Aleksandr no va poder dur a l'escenari totes les peces que havia escrit.
El 1972, la relació teatral que el públic tenia amb Vampílov va canviar. L'obra El darrer estiu a Txulimsk (rus: Прошлым летом в Чулимске, Próixlim létom v Txulimske) el va portar a produccions teatrals. Al març, va estrenar les seves Anècdotes provincials a Leningrad, al Teatre Dramàtic Gorki (actualment Teatre Tovstonógov).
Fins i tot el cinema començà llavors a interessar-se per l'obra de Vampílov. Lenfilm (el famós estudi de cinema de Leningrad) signà un contracte amb ell per al guió de Les fonts del pi (rus: Сосновые родники, Sosnóvie rodnikí).
El 17 d'agost de 1972, dos dies abans del seu 35è aniversari, Vampílov s'ofegà al llac Baikal. Havia sortit a pescar amb un amic, el també escriptor Gleb Pàkulov; la barca en què viatjaven va colpejar el fons i es va tombar prop de la riba de Baikal; Pàkulov va aconseguir arribar nedant fins a terra ferma, però Vampílov no se'n va sortir i va morir a l'aigua, probablement per hipotèrmia. Estava treballant en un vodevil, L'incomparable Nakonétxnikov (rus: Несравненный Наконечников, Nesravnenni Nakonétxnikov), que romandria inacabat. Vampílov està enterrat al cementiri de Radísxevskoie d'Irkutsk. El 1973, s'hi va erigir un monument a la tomba: una pedra amb un autògraf. El Teatre Dràmatic d'Irkutsk ofereix cada any un festival de teatre contemporani que duu el seu nom.

### Traduccions al català
- La cacera de l'ànec. Traducció i pròleg de Manuel de Seabra. Editorial: Institut del Teatre (Diputació de Barcelona). Col·lecció: Biblioteca Teatral; 84. Barcelona, 1994. ISBN 84-7794-275-7